# Nal-Kultur

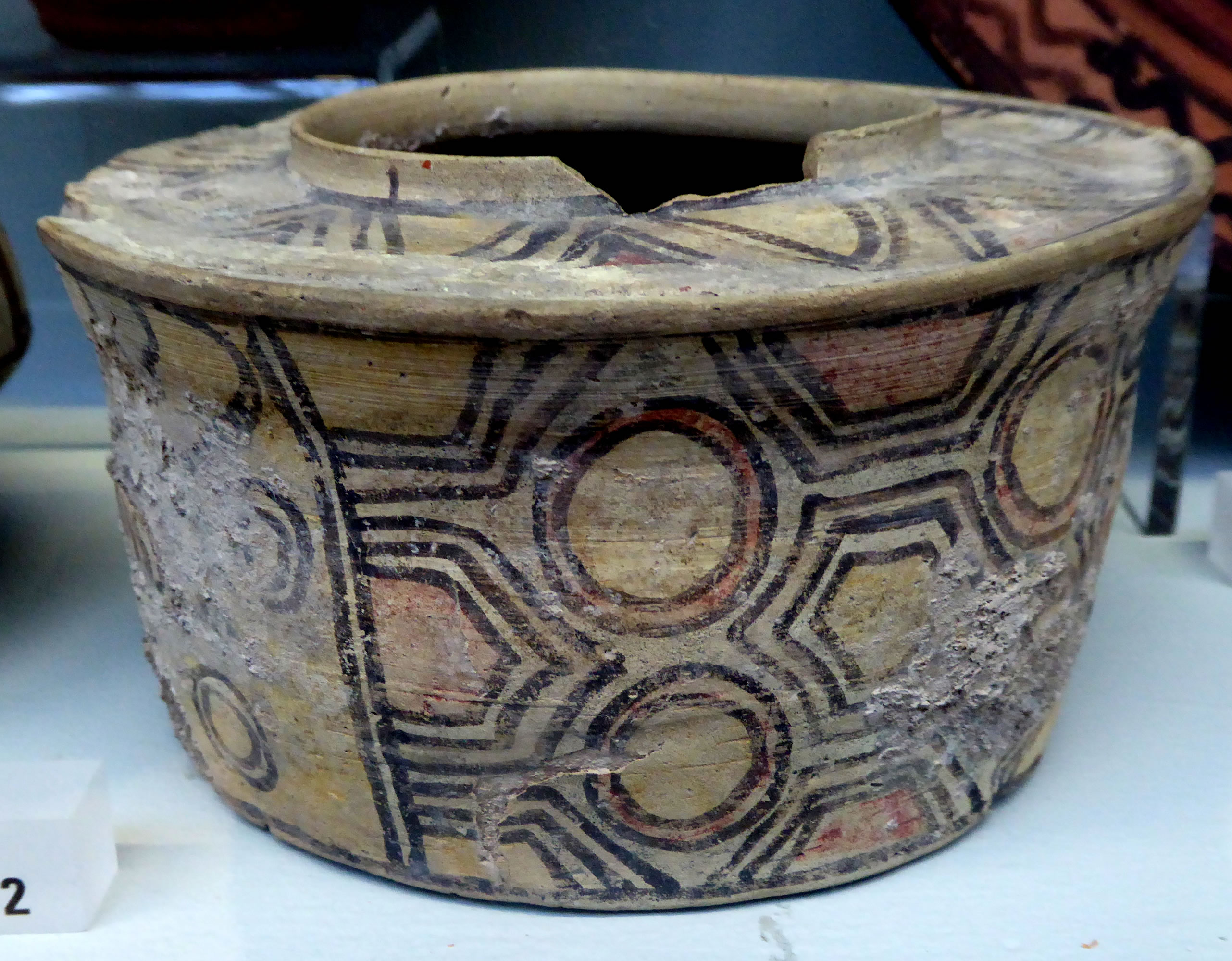
Typisches, bemaltes Nal-Gefäß

Die Nal-Kultur war eine vorgeschichtliche Kultur im heutigen Pakistan. Sie ist hauptsächlich in Belutschistan vertreten. Sie datiert in die zweite Hälfte des vierten vorchristliche Jahrtausends. Der namensgebende Fundort (siehe: Sohr Damb) liegt in Zentralbelutschistan.
Die Leute der Nal-Kultur lebten in kleinen Dörfern vom Ackerbau und der Viehzucht. Die Nal-Kultur besaß eine Buntkeramik. Die Gefäße sind mit geometrischen Mustern in einer ausgesprochen reichen Palette an Farben auf hellen Grund bemalt, daneben gibt es auch die Darstellungen von Tieren, wie Fische, Skorpione, Bullen und Ibexe.
In einem Grab in Sohr Damb wurde ein Siegel gefunden. Daneben gibt es Mahlsteine, Knochengeräte, Stierfigurinen und Perlen.